# Xoriguer americà

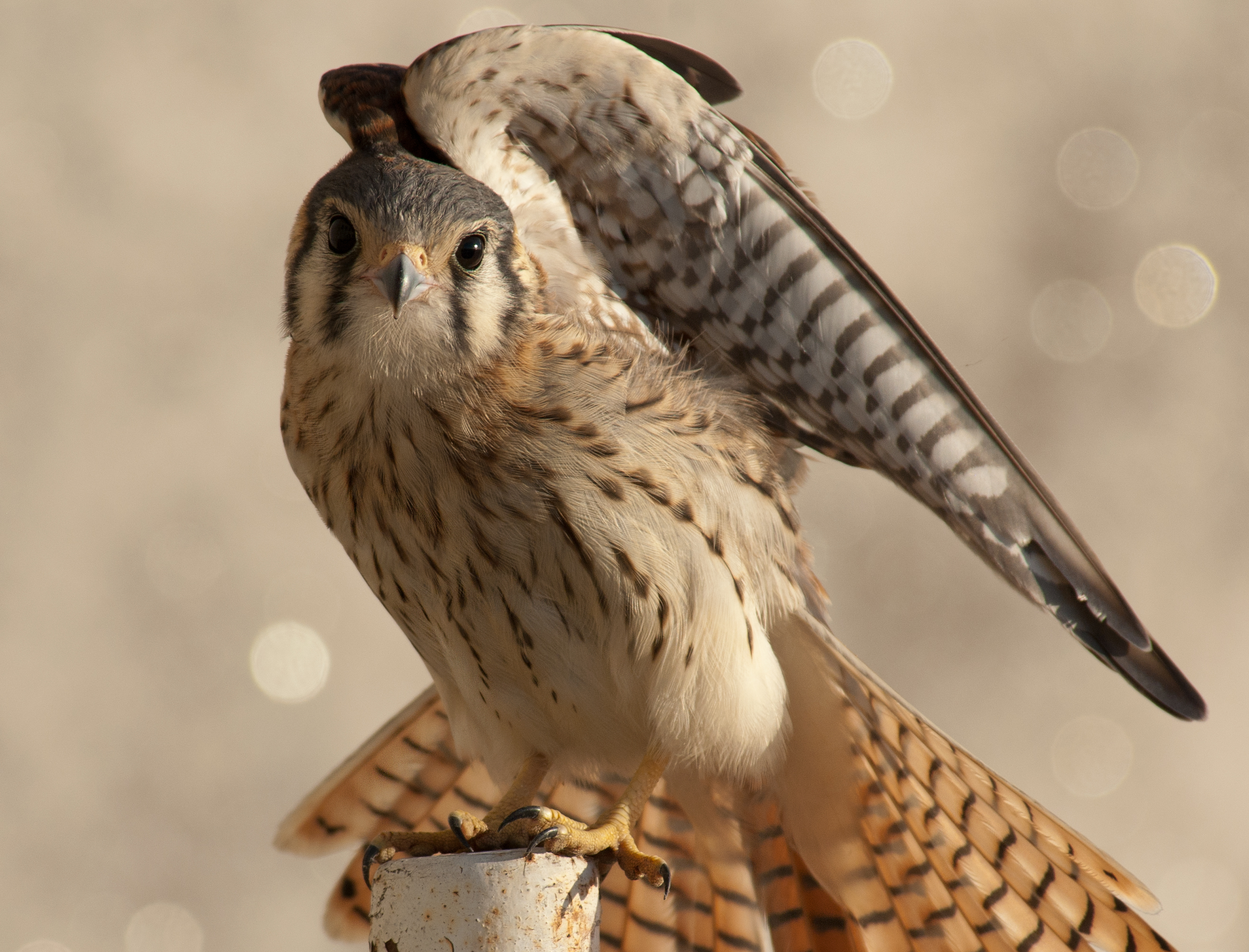
Imatge de Falco sparverius cinnamominus, foto presa en Montevideo, Uruguai (desembre de 2010).

El xoriguer americà (Falco sparverius) és un ocell rapinyaire de la família dels falcònids (Falconidae) que habita en ambdues Amèriques. És un migrant parcial, i la població que cria al Canadà migra cap al sud a l'hivern. El seu estat de conservació es considera de risc mínim.

## Característiques
Els mascles són més petits que les femelles i tenen un to grisenc al cap i les puntes de les ales.

## Història natural
S'alimenta preferentment de rosegadors, aus petites, insectes i amfibis i rèptils petits. Viuen generalment en zones temperades i tropicals i són sedentaris. No van en grups, només quan emigren, generalment van sols o en parelles. Quan arriben a la maduresa arriben a mesurar de 21 a 27 cm de llarg.

## Subespècies
Es coneixen 17 subespècies de  Falco sparverius :
- Falco sparverius sparverius - Amèrica del Nord (d'Alaska a Terranova, i al sud fins a l'oest de Mèxic).
- Falco sparverius Paulus - costes del sud dels Estats Units fins a Florida.
- Falco sparverius peninsularis - oest de Mèxic (sud de Baixa Califòrnia, Sonora i Sinaloa).
- Falco sparverius tropicalis - del sud de Mèxic fins al nord d'Hondures.
- Falco sparverius nicaraguensis - sabanes d'Hondures i Nicaragua.
- Falco sparverius caribaearum - Índies Occidentals (de Puerto Rico a Grenada).
- Falco sparverius brevipennis - Antilles Holandeses (Aruba, Curaçao i Bonaire).
- Falco sparverius dominicensis - Hispaniola.
- Falco sparverius sparverioides - Bahames, Cuba i Illa de la Joventut.
- Falco sparverius ochraceus - muntanyes de l'est de Colòmbia i nord-oest de Veneçuela.
- Falco sparverius caucae - muntanyes de l'oest de Colòmbia.
- Falco sparverius isabellinus - de Veneçuela al nord del Brasil.
- Falco sparverius aequatorialis - nord subtropical de l'Equador.
- Falco sparverius Peruvianus - sud-oest subtropical de l'Equador, el Perú i nord de Xile.
- Falco sparverius fernandensis - Illa Robinson Crusoe (Illa Juan Fernández, enfront de Xile).
- Falco sparverius cinnamonimus - del sud-est del Perú, Xile, Uruguai i Argentina a Terra del Foc.
- Falco sparverius cearae - altiplans del nord-est del Brasil a l'est de Bolívia.

## Nota
1. ↑  Fundació Barcelona Zoo; Institut Català d’Ornitologia; TERMCAT, Centre de Terminologia. «xoriguer americà».   Diccionari dels ocells del món. TERMCAT. [Consulta: 29 agost 2022].
2. ↑   del Hoyo, Josep. All the birds of the world (en anglès).  Barcelona: Lynx editions, 2020, p. 355. ISBN 978-84-16728-37-4.
3. ↑  «Seriemas, falcons». IOC World Bird List Version 12.2.   International Ornithologists' Union, 01-07-2022. [Consulta: 17 octubre 2022].
4. ↑  BirdLife International. «American Kestrel. Falco sparverius» (en anglès). Llista Vermella d'Espècies Amenaçades de la UICN.  Unió Internacional per a la Conservació de la Natura, 2016. [Consulta: 29 agost 2022].
5. ↑  Clements, J. F. 2007. The Clements Checklist of Birds of the World, 6th Edition. Cornell University Press. Downloadable from Cornell Lab of Ornithology